# Семёновка (Кодымский район)
Семёновка (укр. Семенівка) — село, относится к Кодымскому району Одесской области Украины.
Население по переписи 2001 года составляло 183 человека. Почтовый индекс — 66042. Телефонный код — 4867. Занимает площадь 1,41 км².

## Местный совет
66042, Одесская обл., Кодымский р-н, с. Крутые

## История
Во время Второй мировой войны здесь располагался аэродром подскока главной базы военного аэродрома Бельц в Сингуренах 55-ИАП.